# Арверд
Арверд (нидерл. Arwerd) — посёлок в Нидерландах в провинции Гронинген. Входит в общину Эмсделт. Арверд представляет собой сельскохозяйственную общину, состоящую из разрозненных ферм. Название Арверд происходит от нидерландского слова wierde, означающего курган. В посёлке находится широко известный среди археологов оригинальный овальный курган размером 225 на 150 метров, который был в значительной степени раскопан. Похожие курганы распространены по всей Евразии. В этих курганах были сделаны находки с римских времен, а также с раннего и позднего средневековья. Крутой край кургана отчетливо виден, особенно из направления Ниэнклостер (нидерл. Nijenklooster).